# Asread
Asread (japonsky 株式会社アスリード, Kabušiki gaiša Asurído) je japonské animační studio založené v listopadu 2003 bývalými zaměstnanci studia Xebec.

## Tvorba

### Televizní seriály
- Shuffle! (2005–2006)
- Shuffle! Memories (2007)
- Ga-rei: Zero (2008) – v koprodukci s AIC Spirits
- Minami-ke: Okawari (2008)
- Minami-ke: Okaeri (2009)
- Mirai nikki (2011–2012)
- Júša ni narenakatta ore wa šibušibu šúšoku o kecui šimašita. (2013)
- Big Order (2016)

| Rok  | Název                               | Režie            | Od                | Do              | Díly | Poznámky                                                                                       | Zdroje |
| ---- | ----------------------------------- | ---------------- | ----------------- | --------------- | ---- | ---------------------------------------------------------------------------------------------- | ------ |
| 2018 | Lord of Vermilion: Guren no ó       | Eidži Suganuma   | 13. července 2018 | 28. září 2018   | 12   | Adaptace série Lord of Vermilion společnosti Square Enix. V koprodukci se studiem Tear Studio. | [ 2 ]  |
| 2019 | Arifureta šokugjó de sekai saikjó   | Kindži Jošimoto  | 8. července 2019  | 21. října 2019  | 13   | Adaptace série light novel, jejímž autorem je Rjó Širakome. V koprodukci se studiem White Fox. | [ 3 ]  |
| 2021 | Megami-rjó no rjóbo-kun             | Šunsuke Nakašige | 14. července 2021 | 15. září 2021   | 10   | Adaptace série mangy, jejíž mangakou je Ikumi Hino.                                            | [ 4 ]  |
| 2022 | Arifureta šokugjó de sekai saikjó 2 | Akira Iwanaga    | 13. ledna 2022    | 31. března 2022 | 12   | Pokračování anime seriálu Arifureta šokugjó de sekai saikjó. V koprodukci se Studiem Mother.   | [ 5 ]  |

### OVA/ONA
- Minami-ke: Becubara (2009)
- Mirai nikki (2010)
- Busó čúgakusei: Basket Army (2011–2012)
- Corpse Party: Missing Footage (2012)
- Corpse Party: Tortured Souls – Bógjakusareta tamašii no džukjó (2013)
- Mirai nikki Redial (2013)
- Júša ni narenakatta ore wa šibušibu šúšoku o kecui šimašita. (2014)
- Big Order (2015)
- Arifureta šokugjó de sekai saikjó (2019–dosud) – v koprodukci s White Fox (1. a 2. díl) a Studio Mother (3. a 4. díl)